# やまなか正之
やまなか 正之（やまなか まさゆき、11月14日 - ）は、日本の男性声優。

## 人物
2023年3月31日、Honey Rushを退所し、業務提携となる。

## 出演
太字はメインキャラクター。

### テレビアニメ
- ウィザード・バリスターズ 弁魔士セシル（2014年、カメラ小僧[1]）- 山中正幸名義

### Webアニメ
- ホリデイラブ 〜夫婦間恋愛〜（2018年、高森純平[3]）

### 一般向ゲーム
- すだまリレイシヨン（2024年[4]）
- 旭光のマリアージュ episode LIA（2024年、クライヴ・バークレイ）

### アダルトゲーム
- 世界と世界の真ん中で（2014年、コンピューター）
- 恋想リレーション（2015年、男子六回生1）
- コドモノアソビ（2015年、男子生徒A）
- タユタマ2 -you're the only one-（2016年、太転依の男子）
- 耽美喫茶（2017年、牧原弘道）
- D.C.4 Plus Harmony 〜ダ・カーポ4〜 プラスハーモニー / D.C.4 Sweet Harmony 〜ダ・カーポ4〜 スイートハーモニー（2021年 - 2022年、日下尚純[5][6]）- 2作品
- ツヴァイトリガー（2022年、篠原啓吾[7]）
- ガールズフランティッククラン（2022年、四条怜央[8]）
- 旭光のマリアージュ（2024年、クライヴ・バークレイ）

### テレビドラマ
- アオイホノオ（2014年、声の出演）

### 吹き替え
- 雪の女王 新たなる旅立ち（兵士、海賊役）
- フェニックスインシデント/襲来（アンカー、目撃者他）
- エイプリル・ソルジャーズ ナチス・北欧大侵略（ラスン）

### ドラマCD
- ロミオVSジュリエット（ゾンビ）
- リアルに萌えが充実期!?（ガノタノシリュウ）

### デジタルコミック
- 僕とロボコ（2020年、金尾モツオ[9]）

### ラジオ
- BEAT LINE radio.（メインパーソナリティ）
- アキナめぐみのふれんど×3ナイト（アシスタントMC、レインボータウンFM）
- おさんぽラジオ かんだ神保町（FMちよだ）

### CM
- あなたの競馬が走り出す。

### その他コンテンツ
- PV「くすまさんしまい【誰より好きなのに】」
- DVD「全教出版 教材用映像」

### 舞台
- NOT ALICE!! アリスじゃない!!（有栖川隆）
- MOHHch:act.4 カシマジョ！（榎本の部下）
- 《RELAX》第20回公演「鈍色猫奇譚」（青木良）